# Shinsuke Shiotani
Shinsuke Shiotani (塩谷 伸介 Shiotani Shinsuke?), född 11 maj 1970 i Osaka prefektur, är en japansk före detta fotbollsspelare.
Shiotani började sin karriär 1993 i Otsuka Pharmaceutical. 1996 flyttade han till Kyoto Purple Sanga. Efter Kyoto Purple Sanga spelade han för Gamba Osaka. Han avslutade karriären 1999.